# Atrium (hjertet)
Atrium (Latin atrium, "entré"), også kendt som forkammeret, er et kammer på oversiden af hjertet som agerer modtagerkammer for tilbagevendende blod før det kommer ud i ventriklerne. I mennesket findes der to atrier adskilt fra hinanden ved septum interatriale - atrium dexter som modtager venøst blod fra venekredsløbet via de to vena cavae, samt atrium sinister som modtager nyiltet blod fra lungekredsløbet. De to kamre kontraherer og afslapper i hhv.. systole og diastole.
Deres primære funktion er at holde det tilbagevendende blod indtil ventriklen afslapper, men de er også selv i stand til at assistere i denne bevægelse af blod ved selv at kontrahere idet ventriklen afslapper.

## Struktur
Begge atrier indeholder ikke funktionelle klapper (udenfor fosterstadiet) ved deres modtagelsesåbninger.

### Atrium dexter
Det højre atrium, atrium dexter, ligger fortil og til højre øverst på hjertet og modtager afiltet venøst blod fra blodkredsløbet via vena cava superior, som udmunder i ostium venae cavae superioris, og inferior, der udmunder i ostium venae cavae inferioris. Den modtager desuden også venøst blod fra hjertets eget forbrug gennem sinus coronarius, som til sidst undmunder i ostium sinus coronarii.
Indersiden af atrium dexter er præget af den vertikale muskelliste crista terminalis som forløber imellem ostium venae cavae superioris et inferioris, samt auricula dextra, hvor det højre atriums musculi pectinati tilfhæfter sig og danner det takkede muskelrelief synligt på tværsnit af atrium. Rummet dannet af crista terminalis kaldes også atrium propium.

### Atrium sinister
Det venstre atrium er næsten fuldkomemnent glatvægget fra inkorporering af karvæv i atriet. Undtagelsen er auricularis sinister, som indeholder atriets musculii pectinati.
Atrium sinister modtager iltet venøst blod fra lungekredsløbet via de fire venae pulmonales som udmunder i ostia venarum pulmonalium.